# Sevilleja de la Jara
Sevilleja de la Jara község Spanyolországban, Toledo tartományban. Sevilleja de la Jara Alcaudete de la Jara, Alía, Belvís de la Jara, Puerto de San Vicente, El Campillo de la Jara, La Nava de Ricomalillo, Torrecilla de la Jara, Robledo del Mazo, Anchuras és Helechosa de los Montes községekkel határos. Lakosainak száma 620 fő (2024).

## Népesség
A település népessége az utóbbi években az alábbiak szerint változott:
| Lakosok száma | 1047 | 980  | 905  | 890  | 826  | 762  | 717  | 682  | 643  | 620  |
|               | 2001 | 2004 | 2007 | 2009 | 2012 | 2014 | 2017 | 2019 | 2022 | 2024 |